# Koravlica
Koravlica este un sat din comuna Nikšić, Muntenegru. Conform datelor de la recensământul din 2003, localitatea are 28 de locuitori (la recensământul din 1991 erau 85 de locuitori).

## Demografie
În satul Koravlica locuiesc 23 de persoane adulte, iar vârsta medie a populației este de 44,3 de ani (37,3 la bărbați și 50,2 la femei). În localitate sunt 9 gospodării, iar numărul mediu de membri în gospodărie este de 3,11.
Populația localității este foarte eterogenă.
|  |

| Demografie | Demografie | Demografie |
| An         | Locuitori  | Locuitori  |
| ---------- | ---------- | ---------- |
|            |            |            |
|            |            |            |
|            |            |            |
|            |            |            |
| 1948       | 143        |            |
| 1953       | 161        |            |
| 1961       | 146        |            |
| 1971       | 138        |            |
| 1981       | 114        |            |
| 1991       | 85         | 85         |
| 2003       | 34         | 28         |

| \| Componența etnică conform recensământului din 2003[2] \| Componența etnică conform recensământului din 2003[2] \| Componența etnică conform recensământului din 2003[2] \| Componența etnică conform recensământului din 2003[2] \| Componența etnică conform recensământului din 2003[2] \| \| ----------------------------------------------------- \| ----------------------------------------------------- \| ----------------------------------------------------- \| ----------------------------------------------------- \| ----------------------------------------------------- \| \| \| \| \| \| \| \| Sârbi \| Sârbi \| \| 14 \| 50% \| \| Muntenegreni \| Muntenegreni \| \| 11 \| 39,28% \| \| necunoscută \| necunoscută \| \| 0 \| 0% \| |              |  |    |        |
| Componența etnică conform recensământului din 2003 |              |  |    |        |
| |              |  |    |        |
| Sârbi | Sârbi        |  | 14 | 50%    |
| Muntenegreni | Muntenegreni |  | 11 | 39,28% |
| necunoscută | necunoscută  |  | 0  | 0%     |